# .zr
Pour les articles homonymes, voir ZR.
.zr était le domaine de premier niveau national autrefois attribué au Zaïre. Le pays ayant repris le nom officiel de République démocratique du Congo en 1997, le .zr a été définitivement remplacé par le .cd en 2001.